# Ulysses S. Grant Memorial

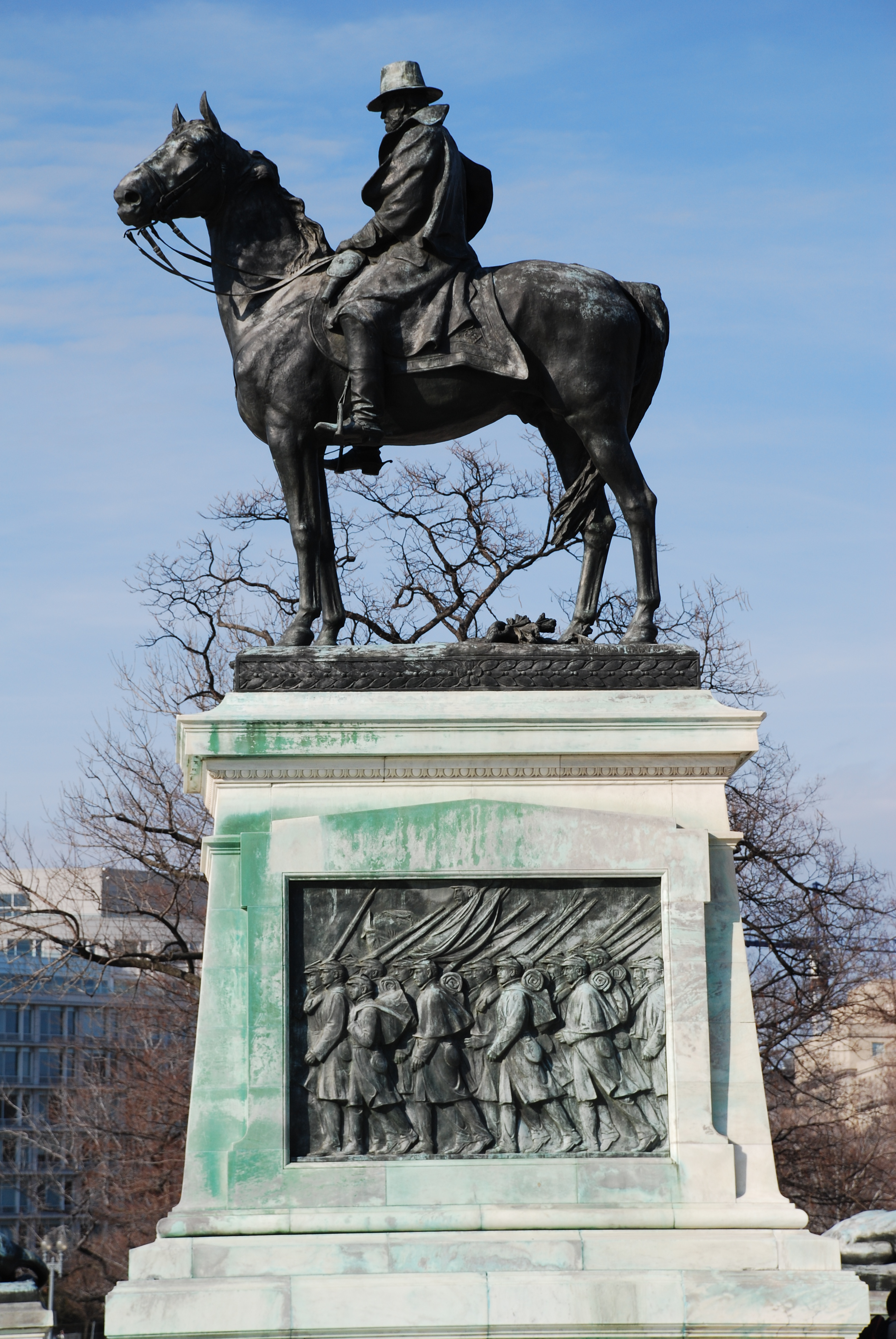
Ulysses S. Grant Memorial.

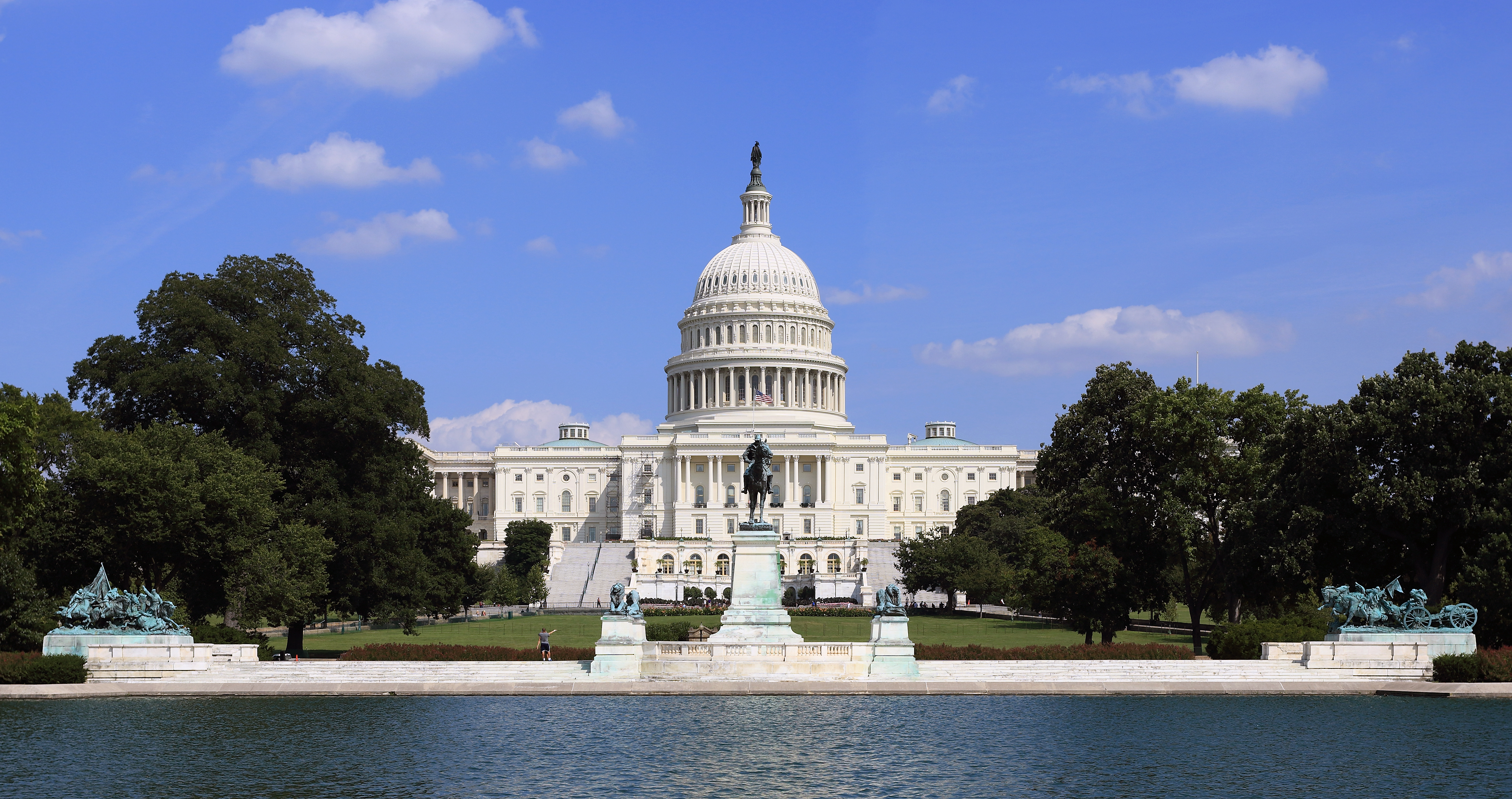
Ulysses S. Grant Memorial i förgrunden och Kapitolium i bakgrunden.

Ulysses S. Grant Memorial är ett offentligt minnesmärke till USA:s 18:e president och general Ulysses S. Grant, för sina insatser för landet som både president och general. Minnesmärket designades av Edward Pearce Casey och byggdes av Henry Shrady mellan 1902 och fram till Shradys död 1922 och där Sherry Fry slutförde minnesmärket, tack vare Shradys anteckningar och skisser. 1924 blev den offentliggjord och blev placerade vid västra delen av Kapitolium där både Grant och hästen tittar västerut mot USA:s 16:e president Abraham Lincoln och hans minnesmärke Lincoln Memorial. Minnesmärket ingår i United States Capitol Complex och underhålls av Architect of the Capitol sedan 2011, innan dess tillhörde den National Park Service.